# Bereslavka, Bobrîneț
Bereslavka (în ucraineană Береславка) este un sat în comuna Vasîlivka din raionul Bobrîneț, regiunea Kirovohrad, Ucraina.

## Demografie
Componența lingvistică a localității Bereslavka
     Ucraineană (94,96%)
     Română (4,32%)
     Alte limbi (0,72%)
Conform recensământului din 2001, majoritatea populației localității Bereslavka era vorbitoare de ucraineană (94,96%), existând în minoritate și vorbitori de română (4,32%).